# Savane tropicale de la Terre d'Arnhem
Localisation
La savane tropicale de la Terre d'Arnhem forme une écorégion définie par le fonds mondial pour la Nature (WWF). Elle couvre plus de 150 000 km² au Nord du Territoire du Nord en Australie. Elle appartient à l'écozone australasienne et au biome des prairies, savanes et terres arbustives tropicales et subtropicales.